# District de Franklin
Pour les articles homonymes, voir District de Franklin (homonymie).

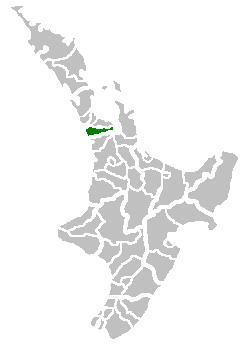
Localisation du district sur une carte de l'île du Nord

Le district de Franklin est une ancienne municipalité au sud d'Auckland, dans l'île du Nord de la Nouvelle-Zélande. Depuis 2010, la municipalité n'existe plus et ses quartiers ont été ajoutés à la ville d'Auckland, dirigé par le conseil d'Auckland. Le nom n'a pas changé en revanche, Franklin est aujourd'hui un des 13 districts de la ville d'Auckland.  

## Géographie

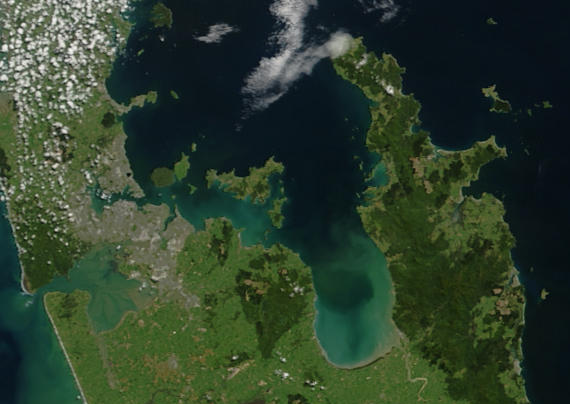
Image satellite de la zone urbaine d'Auckland. Le district de Franklin est dans le coin en bas à gauche

Le district, s'étendant sur 2187,94 km2, est divisé entre les régions d'Auckland (qui abrite 39,82 % de la superficie du district), et de Waikato (60,18 %). Il était administré à partir de la ville de Pukekohe de la région d'Auckland. Le district est surtout rural mais abrite quelques petits établissements, dont Waiuku et Tuakau.
Le district est bordé au nord par le début de la zone métropolitaine d'Auckland et les eaux de la baie de Manukau. La péninsule Awhitu s'étend le long de la côte de la mer de Tasman jusqu'à l'embouchure de cette baie. On y trouve quelques stations balnéaires, dont Kariotahi Beach et Matakawau. Au sud on trouve les plaines du Waikato et à l'est les collines menant jusqu'aux monts Hunua ; à l'est des monts il y a la côte du Firth of Thames. À l'ouest se situe la mer de Tasman.
L'embouchure du fleuve Waikato se trouve à Port Waikato, au sud du district.

## Démographie
Au recensement de 2006, on y comptait 58 932 habitants. Les récentes estimations de 2012 comptent 65 200 habitants.La superficie est de 187,94 km². La densité y est de 30 habitants par km². 